# Piotrkowska Kolej Wąskotorowa
Piotrkowska Kolej Wąskotorowa (także Piotrkowska Kolej Dojazdowa, kolej piotrkowska, kolej sulejowska) – zlikwidowana kolej wąskotorowa funkcjonująca w latach 1902–1991 głównie w celu usprawnienia transportu wapna z Sulejowa do Piotrkowa Trybunalskiego, oraz w latach 1991–2004 jako kolej turystyczna z ruchem nieregularnym.

## Historia
Pierwsze plany budowy kolei wąskotorowej z Piotrkowa do Sulejowa powstały w 1895 roku; związane były z tym, iż transport wapna do stacji Drogi Żelaznej Warszawsko-Wiedeńskiej powodował duży ruch na drodze między dwiema miejscowościami, która była już i tak w złym stanie. Hrabia Stanisław Józef Psarski, który był głównym inicjatorem powstania kolei, otrzymał zezwolenie na jej budowę w 1896 roku; projekt zatwierdzono na przełomie 1898 i 1899 roku. Po 22 miesiącach budowy, pierwszy pociąg relacji Piotrków – Przygłów wyruszył 5 października 1902 roku; pierwszy przejazd na pełnej trasie miał miejsce 16 listopada, co jest uważane za datę otwarcia kolei. W historii funkcjonowania kolei powstawały plany jej rozbudowy – rozważano budowę linii z Sulejowa do Żarnowa, Paradyża i Końskich (1910 rok) oraz tzw. linii miejskiej łączącej kolej wąskotorową z dworcem normalnotorowym.
Koleją sulejowską w latach 1902–1929 zarządzało Towarzystwo Drogi Żelaznej Podjazdowej Piotrków – Sulejów, a w latach 1929–1948 Towarzystwo Łódzkich Elektrycznych Kolei Dojazdowych; tak jak pozostałe prywatne koleje w Polsce, została ona znacjonalizowana w 1948 roku i włączona do PKP.
Po wysadzeniu przez wycofujących się Niemców mostu kolei na Pilicy w 1945 roku, nie został on odbudowany, a trasę skrócono do przystanku Kępki, przemianowanego na Sulejów Pilica; około roku 1956 otwarto bocznicę ze stacji Sulejów do Zakładów Przemysłu Wapienniczego w Podkurnędzu.
Przebieg linii obok drogi krajowej nr 12 i konkurencja z autobusami, trwająca już od lat 20., a odznaczająca się m.in. obecnością trzech linii WPKM Piotrków Tryb. do Sulejowa, zaowocowały ostatecznie spadkiem przewozów w latach 80. (w pociągach jeździło średnio 7 osób) i zamknięciem ruchu pasażerskiego w 1986 roku – ostatni kurs odjechał ze stacji Piotrków Trybunalski Wąskotorowy 30 września o godz. 14:30, a odcinek Sulejów – Sulejów Pilica został rozebrany; w 1990 roku, po wypowiedzeniu umowy przez Zakłady Przemysłu Wapienniczego, zawieszono ruch towarowy.
W odpowiedzi na zbliżające się zamknięcie ruchu na kolei, w 1990 zawiązało się Towarzystwo Przyjaciół Kolejki Wąskotorowej Piotrków – Sulejów, które miało uratować ją przed likwidacją. Dzięki temu, w roku 1994 zespół stacji Piotrków Trybunalski Wąskotorowy znalazł się w rejestrze zabytków, a do końca lat 90. przywrócono przejezdność linii do przystanku Bugaj Piotrkowski i uruchomić przejazdy specjalne – regularne przewozy turystyczne były jednak prowadzone tylko podczas wakacji letnich w 2003 roku, gdy udrożniono kilkadziesiąt metrów szlaku do ulicy Kleszcz i uruchomiono przystanek Bugaj Blue Box. Ponownie jednak na niekorzyść kolei zadziałało sąsiedztwo drogi krajowej nr 12 i konieczność jej modernizacji w granicach Piotrkowa Trybunalskiego, co zakończyło się rozbiórką torów na terenie miasta w latach 2005–2007. Ponieważ wskutek rozbiórek torowisko kolei skurczyło się do samego dworca w Piotrkowie, 28 września 2008 TPKWP-S zorganizowało pożegnanie kolei, a następnie uległo rozwiązaniu; sprzedaż i wywóz taboru z dworca wąskotorowego trwały do roku 2010.

## Tabor

### Okres regularnego funkcjonowania (1902–1990)
Park taborowy kolei trzy lata po uruchomieniu składał się z 3 lokomotyw parowych z fabryki Borsiga (nr 1-3), 1 parowozu Kraussa (nr 4), 38 wagonów towarowych (30 z nich to były wapniarki) i 6 wagonów pasażerskich. Wszystkie lokomotywy były tendrzakami, a wagony pasażerskie były 3 klasy, przy czym jeden z nich miał jeden przedział 2 klasy. Podczas sezonu letniego pociągi osobowe były wydłużane poprzez dostosowanie wagonów towarowych do przewozu osób.
Po II wojnie światowej, wraz z pojawieniem się parowozów serii Px48, lokomotywy Borsiga zostały zezłomowane w latach 1949 i 1951; oprócz nich, na kolei służbę pełniły również lokomotywy parowe innych serii, m.in. Px29 o numerach 1701 (w latach 1956–1963) oraz 1706 (1955–1963), czy Txb4 o numerze 1431 (1954–1957). W latach 50. próbnie eksploatowano wagony motorowe celem wprowadzenia ich na stałe, jednak wycofano się z tego pomysłu z powodu nieekonomiczności i częstych wykolejeń; natomiast w drugiej połowie lat 50. dokonano wymiany taboru pasażerskiego, składającego się ze starych wagonów, na 13 sztuk serii 1Aw, wyprodukowanych w Świdnicy, jednak w dalszym ciągu zdarzały się przypadki wydłużania pociągów w ten sam sposób jak na początku funkcjonowania kolei.
W 1963 na kolei (jako pierwszej w Polsce) wprowadzono do użytku transportery, w roku 1971 rozpoczęto zaś eksploatację trakcji spalinowej w postaci czterech lokomotyw serii Lxd2, jednak trakcji parowej nie wyeliminowano do końca funkcjonowania kolei sulejowskiej. Składy pasażerskie w 1980 roku – tj. po wprowadzeniu lokomotyw spalinowych – składały się z lokomotywy Lxd2, brankardu i 6 lub 7 wagonów 1Aw; w składzie ostatniego pociągu 30 września 1986 roku znajdowało się 7 wagonów pasażerskich.

### Okres TPKWP-S
Po wpisaniu dworca wąskotorowego w Piotrkowie do rejestru zabytków, Towarzystwo Przyjaciół Kolei Wąskotorowej Piotrków – Sulejów rozpoczęło gromadzenie taboru na stacji – pojawiły się lokomotywy Wls150-7084 i Lyd2-CK7, wagon motorowy MBxd1-203 oraz parowóz Px49-1796 wypożyczony z sochaczewskiego oddziału Muzeum Kolejnictwa; z taboru zachowanego sprzed 1990 roku (tj. normalnego funkcjonowania kolei) obecne były lokomotywy Lxd2-308 i -322, 3 wagony osobowe 1Aw oraz kilkanaście wagonów towarowych, w tym transportery i pług. Po rozwiązaniu Towarzystwa, wszystkie lokomotywy (poza Lxd2-308) zostały zakupione przez inne organizacje  a Wls150-7084 znajduje się w Jędrzejowie), natomiast parowóz Px49-1796 powrócił do Sochaczewa. Pozostały tabor sprzedano na złom.

## Stacje
- Piotrków Trybunalski Wąskotorowy,
- Milejówka,
- Starostwo,
- Bugaj Piotrkowski,
- Uszczyn,
- Przygłów,
- Polanka,
- Sulejów,
- Sulejów Pilica,
- Sulejów Klasztor,
- Sulejów Tartak.